# Straszka pospolita
Straszka pospolita, zimówka rudawa (Sympecma fusca) – gatunek ważki, jeden z trzech przedstawicieli rodzaju Sympecma należącego do rodziny pałątkowatych (Lestidae).

## Morfologia
Cechuje się beżową barwą ciała z metalicznymi, brązowo-zielonymi plamami. Plamy na tułowiu mają postać równolegle przebiegających pasów podobnej szerokości z równymi brzegami. Na odwłoku plamy obejmują część grzbietową.
Długość ciała dojrzałego osobnika to około 37 mm, długość skrzydła waha się między 18 a 23 mm, rozpiętość skrzydeł około 44 mm. Ważka, charakterystycznie dla rodzaju Sympecma, składa w spoczynku skrzydła wzdłuż ciała, co jest wyjątkowe w rodzinie Lestidae. Skrzydła są prostokątne, znajdujące się na nich ciemnobrązowe znamiona (tzw. pterostygmy), mają zadanie stabilizacji lotu. Przydatki płciowe, po których kształcie odróżnia się płeć owada, są wyraźnie jaśniejsze od reszty ciała. W przypadku samców, dolne osiągają długość równą prawie połowy długości górnych przydatków analnych. U larwy charakterystyczna jest nieregularnie ząbkowana, zewnętrzna gałąź głaszczek. Postać larwalna jest smukła z 3 skrzelotchawkami, jak u innych z podrzędu Zygoptera.

## Występowanie
Wyłączając wysokie góry, Wyspy Brytyjskie (gdzie do 2022 roku odnotowano zaledwie dwa stwierdzenia), północną i środkową Skandynawię oraz północną Rosję, spotykana powszechnie w całej Europie; w Azji występuje po środkową Syberię (lokalnie), Azję Środkową i Bliski Wschód, występuje też na północnych wybrzeżach Afryki. W Polsce występuje w całym kraju, wyłączając tereny górskie; na północnym wschodzie kraju jest rzadsza.

## Ekologia
Ważka ta zasiedla płytkie zbiorniki wody stojącej, z bujną roślinnością szuwarową, jesienią szykuje się do hibernacji i wówczas spotykana jest na roślinach, z dala od zbiorników wodnych. Zarówno larwy jak i osobniki dorosłe są drapieżnikami. Dorosły osobnik łatwo wypatruje ofiary dzięki ogromnym oczom, żywi się małymi owadami. Okres godowy trwa od kwietnia do maja. Zewnętrznym objawem dojrzałości płciowej dorosłych osobników jest zabarwienie górnej części oczu na kolor błękitny. Wczesną wiosną samiec łączy się z samicą w celu kopulacji, składają jaja do obumarłych części roślin wodnych, ich larwy rozwijają się 2–3 miesiące. Larwy są drapieżnikami wodnymi, zdobywanie pożywienia ułatwia im gryzący aparat gębowy (tzw. maska), żywią się planktonem oraz innymi larwami np. larwami komarów.

## Znaczenie w ochronie środowiska
Gatunek ten jest pospolity i szeroko rozprzestrzeniony, przez IUCN klasyfikowany jako least concern – LC, co oznacza gatunek najmniejszej troski. W Polsce nie jest objęty ochroną gatunkową.

## Znaczenie dla gospodarki
Ważki są organizmami wskaźnikowymi, dzięki temu mogą być używane do określania jakości środowiska przyrodniczego. Źródła naukowe nie podają informacji na temat istotnego znaczenia Sympecma fusca dla gospodarki człowieka. Występują jedynie niewielkie wzmianki na temat tego, że żywi się komarami i muchami, zapobiegając w ten sposób nadmiernemu rozrodowi tych owadów, szczególnie w okolicach zbiorników wodnych, przez co jest pożyteczna dla człowieka.

## Aktualne kierunki badań naukowych w Polsce
Obecnie badania prowadzone są w kierunku sprawdzenia nowych stanowisk Sympecma fusca. Pod względem jej preferencji względem właściwości fizyczno-chemicznych wody, w starorzeczach górnej Wisły. Badane jest również występowania połączenia z wodami rzeki, lub także istnienia obwałowań przeciwpowodziowych między rzeką a siedliskiem ważki.